# 巴兰加尔
巴兰加尔（Baranjars），是中世纪早期的突厥语部落。阿拉伯作者在7世纪早期第一次提到他们。
他们在公元370年开始生活在北高加索。他们可能与匈人有关，他们六世纪时歸西突厥汗国。他们生活的地方是达吉斯坦捷列克河至里海。他们后来被老大保加利亚与可萨汗国打败。九世纪时几乎全部到伏尔加保加利亚生活。